# Colt M1902
La Colt M1902 è una pistola semi-automatica sviluppata dal progettista americano di armi da fuoco John Browning e prodotta dalla Patent Firearms Manufacturing Company di Colt all'inizio del XX secolo. Il modello 1902 era un modello con notevoli miglioramenti basato sulla Colt M1900, e prodotta in tre distinte varianti ma correlate dalla stessa azione e cartuccia, il modello sportivo della 1902, il modello militare della 1902, e il modello Pocket Hammer del 1903. Il modello sportivo del 1902 era assai simile alla 1900 che continuò la gamma dei numeri seriali, mentre il modello militare del 1902 presentava una gamma seriale diversa come nel modello Pocket Hammer del 1903. Il modello militare del 1902 era caratterizzato da un telaio di presa quadrato e allungato con un giro aggiuntivo nel caricatore, mentre il Pocket Hammer del 1903 era caratterizzato da una canna e una slitta accorciate ma manteneva il telaio del modello sportivo.